# 3504-es mellékút (Magyarország)
A 3504-es számú mellékút egy valamivel több, mint 14,5 kilométeres hosszúságú, négy számjegyű mellékút Hajdú-Bihar vármegye és Szabolcs-Szatmár-Bereg vármegye határvidékén; Hajdúdorogtól húzódik Újfehértóig.

## Nyomvonala
Hajdúdorog központjának nyugati részén ágazik ki a 3502-es útból, annak a 18+750-es kilométerszelvénye közelében, kelet-délkeleti irányban. Első szakasza a Nánási út nevet viseli, majd alig több mint 300 méter után, a város főterénél, körforgalmú csomópontban keresztezi a 3503-as utat – mely ott a 15+900-as kilométerszelvénye táján jár –, onnantól pedig már Fehértói út néven húzódik tovább. 1,3 kilométer után, keleti irányba haladva lép ki a belterületről, 3,8 kilométer után pedig átszeli a megyehatárt, ahonnét Újfehértó területén folytatódik.
Kevéssel ezután elhalad Kisszegegyháza külterületi településrész házai közelében, majd – körülbelül 6,5 kilométer után – egy nagyobb mezőgazdasági telephelyet érint. Később valamivel délebbi irányt vesz és a 12. kilométerét elhagyva már kelet-délkeleti irányban húzódva éri el Újfehértó temetőjét, nem sokkal arrébb pedig a város lakott területének szélét. Belterületi szakaszán a Kossuth Lajos utca nevet viseli, így ér véget, a város központjában, beletorkollva a 4-es főút régi, a városon még átvezető nyomvonalába, vagyis a mai 4912-es útba, annak a 3+400-as kilométerszelvénye közelében. 
Teljes hossza, az országos közutak térképes nyilvántartását szolgáló kira.kozut.hu adatbázisa szerint 14,572 kilométer.

## Települések az út mentén
- Hajdúdorog
- Újfehértó